# James Stuart (arkitekt)

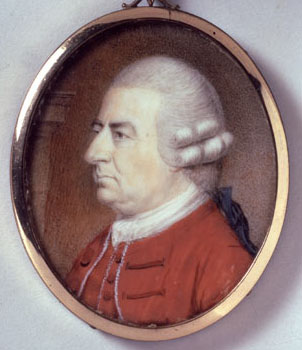
James Stuart.

James Stuart, känd som Athenian Stuart, född 1713 i London, död där den 2 februari 1788, var en engelsk arkitekt.
Stuart studerade till en början teckning och målning. Han begav sig, nära nog medellös, till Italien 1741 och reste 1750 i sällskap med Nicholas Revett till Aten. Efter att som ingenjör ha deltagit på österrikarnas sida i ett fälttåg i Ungern besökte Stuart 1753 Tessalien och öarna i Arkipelagen samt återkom 1755 till London. År 1762 utkom band I av Stuarts och Revetts verk över Atens fornminnen, vilket blev av stor betydelse för kännedomen om antikens grekiska arkitektur. Band II fullbordades av Stuart, men utkom först 1789 efter hans död, band III fulländades av annan hand och utkom 1795. Stuart var även praktiskt verksam arkitekt, målade i akvarell motiv från Grekland och London samt utförde kopparstick.